# Ponte di Trnovo
Il ponte di Trnovo (in sloveno Zmajski most) è un ponte stradale situato a Lubiana che attraversa il fiume Gradaščica ed è situato tra la chiesa di Trnovo alla fine di strada Karaun nel sud della città. Il ponte collega gli insediamenti di Trnovo e Krakovo.

## Storia
La costruzione iniziale del ponte risale al XVII secolo, la costruzione moderna invece del ponte fu costruita tra il 1928 ed il 1932 dal costruttore Matko Curk grazie al progetto di Jože Plečnik.
Dal 2021 il ponte è un sito patrimonio dell'umanità dell'UNESCO come parte delle opere di Jože Plečnik.